# خربة داوود
خربة داوود هي قرية لبنانية من قرى قضاء عكار في محافظة الشمال. تقع في تجمع للقرى يسمى الدريب الأوسط.